# Sásima
Sásima foi uma pequena aldeia da Capadócia citada no Itinerário Antonino, no Itinerário Hierosolimita e no Sinocdemo de Hiérocles. É atualmente uma sé titular da Igreja Católica. Foi a primeira sé de Gregório de Nazianzo, que lhe foi nomeada por Basílio de Ancara. O santo logo a deixou sem ter exercido ali nenhuma função episcopal. Uma das razões foi que o metropolita Ântimo de Tiana reivindicou jurisdição sobre ela. As Notícias dos Bispados gregas afirmam que estava sujeita à Capadócia Secunda, mas o catálogo oficial da Cúria Romana continua a colocá-la na Capadócia Prima, ou seja, como sufragânea de Cesareia Mázaca. Ambrósio de Sásima assinou a carta dos bispos da província ao imperador Leão I, o Trácio (r. 457–474) em 458. Mais ou menos na mesma época Elêusio aparece como adversário do Concílio de Calcedônia. Por volta de 1143, Clemente foi condenado como bogomilista. As Notícias mencionam a sé até o século seguinte. Sásima é a actual aldeia de Zanzama, um pouco a norte de Ier Hissar, em Cônia, onde se encontram algumas inscrições e túmulos rochosos.